# 锈毛马铃苣苔
锈毛马铃苣苔（学名：Oreocharis dasyantha var. ferruginosa）为苦苣苔科马铃苣苔属下的一个变种。

## 扩展阅读
- 維基物種上的相關：锈毛马铃苣苔